# Article 44 du traité sur l'Union européenne
L’article 44 du traité sur l'Union européenne est un article qui permet à un groupe d’États membres qui le souhaitent et disposent des capacités nécessaires, dit aussi « groupe d'avant-garde », de mettre en œuvre une mission de l'Union européenne.

## Dispositions
« 1. Dans le cadre des décisions adoptées conformément à l'article 43, le Conseil peut confier la mise en œuvre d'une mission à un groupe d'États membres qui le souhaitent et disposent des capacités nécessaires pour une telle mission. Ces États membres, en association avec le haut représentant de l'Union pour les affaires étrangères et la politique de sécurité, conviennent entre eux de la gestion de la mission.
2. Les États membres qui participent à la réalisation de la mission informent régulièrement le Conseil de l'état de la mission de leur propre initiative ou à la demande d'un autre État membre. Les États membres participants saisissent immédiatement le Conseil si la réalisation de la mission entraîne des conséquences majeures ou requiert une modification de l'objectif, de la portée ou des modalités de la mission fixés par les décisions visées au paragraphe 1. Dans ces cas, le Conseil adopte les décisions nécessaires. »

## Sources